# Copa Antel 2014
La Copa Antel (por motivos de patrocinio), es un torneo de verano de fútbol de carácter amistoso que se disputó en el Estadio Centenario en Montevideo, Uruguay en el 2014. En su cuarta edición, se llevó a cabo en su totalidad en el Estadio Centenario de Montevideo, Uruguay, en los días 20 y 22 de enero.
En esta edición participaron los siguientes equipos:
- Nacional
- Peñarol
- Atlético Rafaela
- Olimpia

## Resultados
|  | Semifinales                | Semifinales                |   |                                | Final                          | Final |  |
|  |                            |                            |   |                                |                                |       |  |
|  |                            |                            |   |                                |                                |       |  |
|  | Lunes 20 de enero, 20:00 h |                            |   |                                |                                |       |  |
|  | Atlético Rafaela           | 3 (5)                      |   |                                |                                |       |  |
|  | Olimpia                    | 3 (3)                      |   |                                |                                |       |  |
|  |                            |                            |   |                                |                                |       |  |
|  |                            |                            |   |                                | Miércoles 22 de enero, 22:00 h |       |  |
|  |                            |                            |   |                                | Nacional                       | 3     |  |
|  |                            | Atlético Rafaela           | 2 |                                |                                |       |  |
|  |                            |                            |   |                                |                                |       |  |
|  |                            |                            |   |                                |                                |       |  |
|  |                            |                            |   |                                | Tercer puesto                  |       |  |
|  | Lunes 20 de enero, 22:00 h | Lunes 20 de enero, 22:00 h |   | Miércoles 22 de enero, 20:00 h | Miércoles 22 de enero, 20:00 h |       |  |
|  | Peñarol                    | 0                          |   | Peñarol                        | 0                              |       |  |
|  | Nacional                   | 1                          |   |                                | Olimpia                        | 1     |  |

### Semifinales
| 20 de enero de 2014, 20:00 | Atlético Rafaela                                     | 3:3 (1:3) (5:3 p.)         | Olimpia                                   | Estadio Centenario, Montevideo                           |                                                          |
|                            | Lucas Albertengo 22' 81' 83'                         | Reporte                    | Nery Cardozo 6' 14' · Gustavo Noguera 29' | Asistencia: 16.000 espectadores Árbitro(s): Andrés Cunha | Asistencia: 16.000 espectadores Árbitro(s): Andrés Cunha |
|                            |                                                      | Tiros desde el punto penal |                                           |                                                          |                                                          |
|                            | Vera · Mansanelli · Pavetti · Albertengo · Marinelli |                            | Centurión · Ayala · González · Ramírez    |                                                          |                                                          |

| 20 de enero de 2014, 22:20 | Peñarol | 0:1 (0:0) | Nacional               | Estadio Centenario, Montevideo                             |                                                            |
|                            |         | Reporte   | Iván Alonso 58' (pen.) | Asistencia: 16.000 espectadores Árbitro(s): Martín Vázquez | Asistencia: 16.000 espectadores Árbitro(s): Martín Vázquez |

### Tercer puesto
| 22 de enero de 2014, 20:00 | Peñarol | 0:1 (0:1) | Olimpia            | Estadio Centenario, Montevideo |                            |
|                            |         | Reporte   | Derlis González 7' | Árbitro(s): Fernando Falce     | Árbitro(s): Fernando Falce |

### Final
| 22 de enero de 2014, 22:10 | Nacional                                                    | 3:2 (1:1) | Atlético Rafaela                          | Estadio Centenario, Montevideo |                                |
|                            | Renato César 29' · Juan Cruz Mascia 49' · Álvaro Recoba 66' | Reporte   | Lucas Albertengo 45' · Nicolás Orsini 83' | Árbitro(s): Christian Ferreira | Árbitro(s): Christian Ferreira |

| Bandera de Uruguay          |
| Campeón Nacional 2do título |